# Phare de Manfredonia
Le phare de Manfredonia (en italien : Faro di Manfredonia) est un phare situé au début du môle est du port de Manfredonia, dans la région des Pouilles en Italie. Il est géré par la Marina Militare.

## Histoire
Le premier phare a été construit en 1868. Il a été endommagé en 1943, durant la Seconde Guerre mondiale et remis en service dès 1947 après sa reconstruction. Relié au réseau électrique, il est automatisé.

## Description
Le phare est une tour octogonale en maçonnerie de 18 m de haut, avec galerie et lanterne, surmontant une maison de gardien de deux étages. Le phare est peint en blanc et le dôme de la lanterne est gris métalisé. Il émet, à une hauteur focale de 40 m, un bref éclat blanc toutes les 5 secondes. Sa portée est de 23 milles nautiques (environ 43 km) pour le feu principal et 18 milles nautiques (environ 33 km) pour le feu de veille. Il possède aussi un feu secondaire vert émettant un flash toutes les 4 secondes à 3 m de haut.
Identifiant : ARLHS : ITA-099 ; EF-3796 - Amirauté : E2276 - NGA : 11012 .

## Caractéristiques dufeu maritime
Fréquence : 5 s (W)
- Lumière : 0.2 seconde
- Obscurité : 4.8 secondes

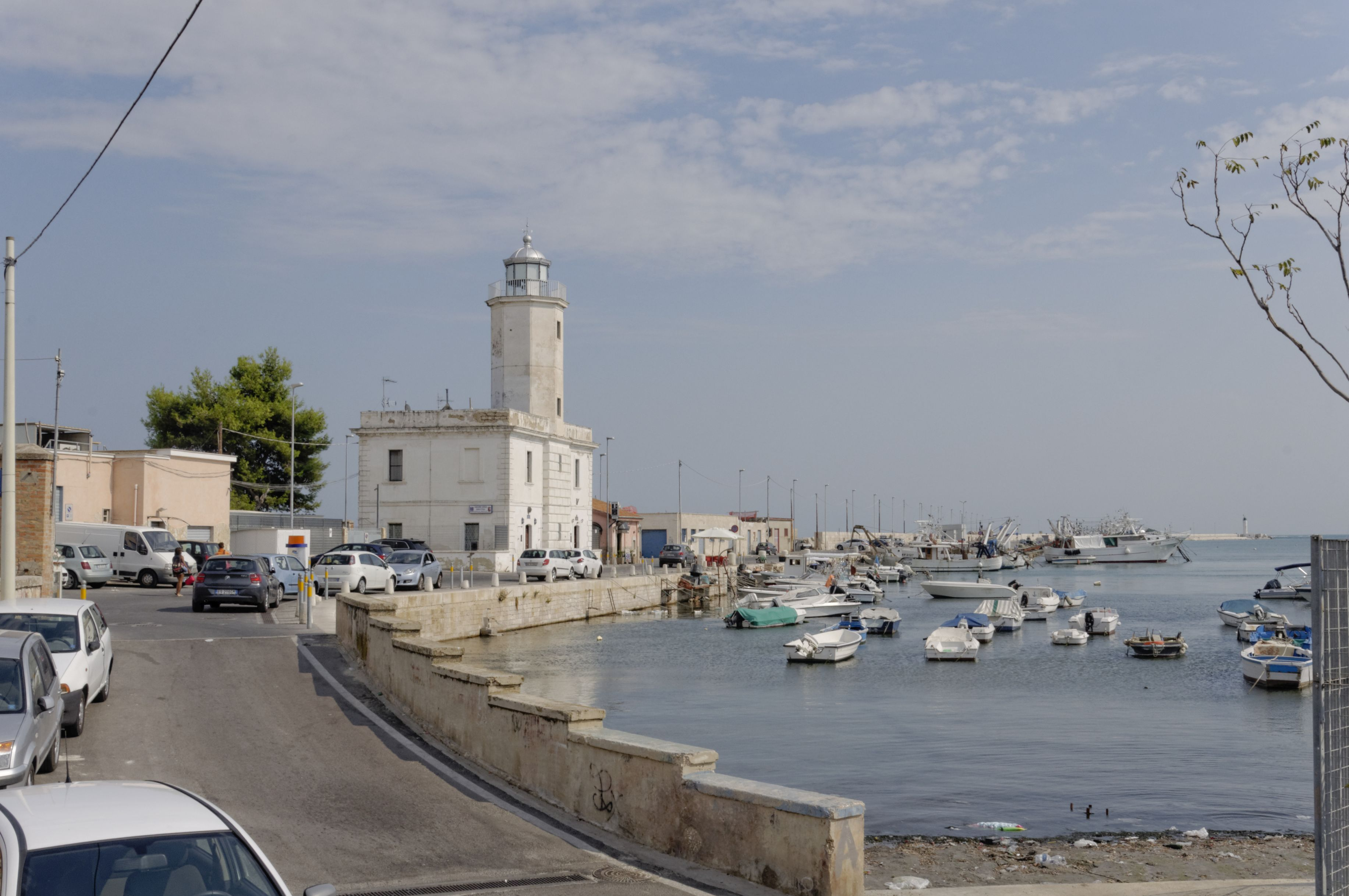
Le phare (2017)
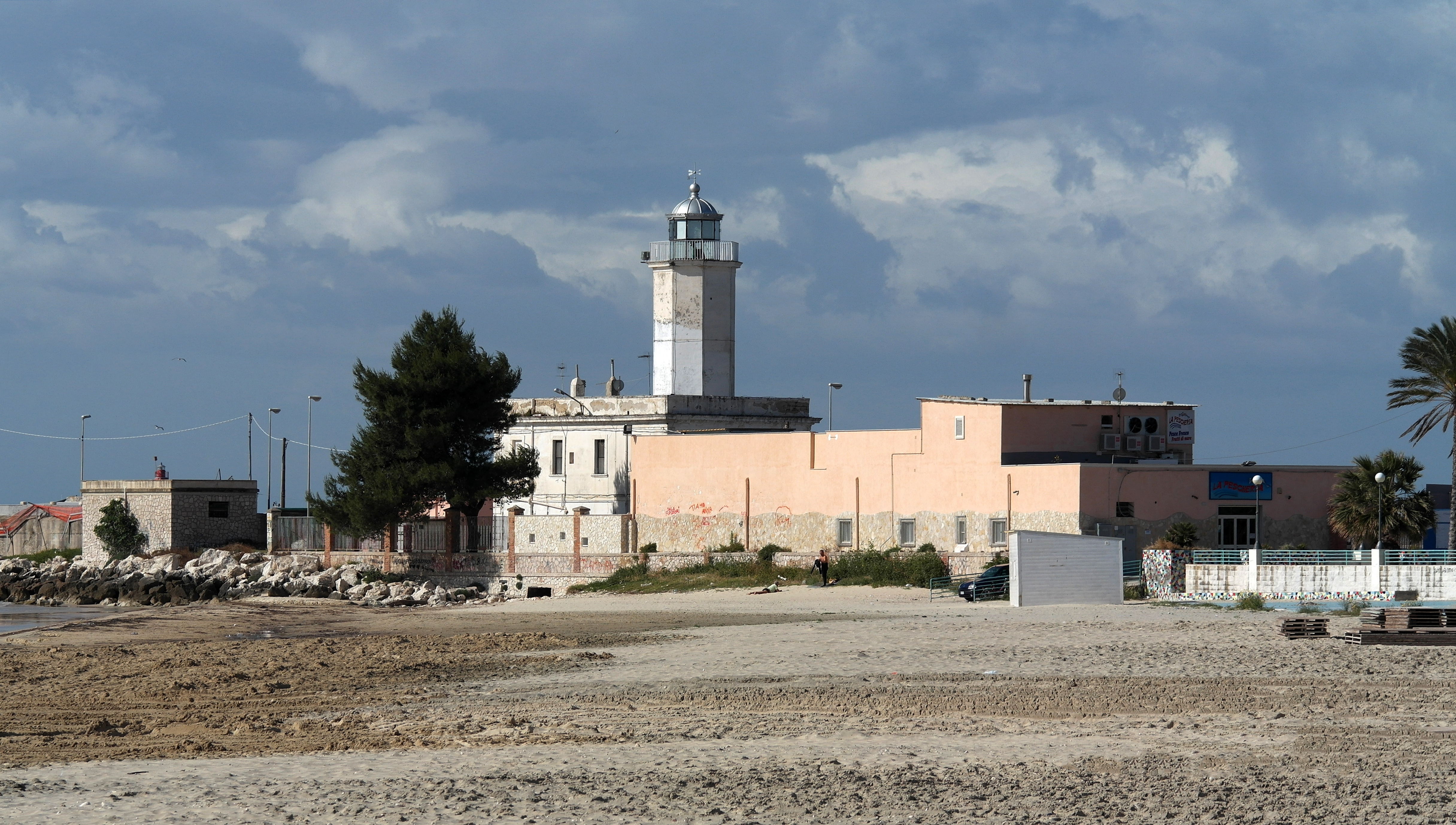
Le phare (arrière)

### Lien connexe
- Liste des phares de l'Italie